# Rainer Schlösser
Rainer Schlösser (* 28. Juli 1899 in Jena; † 9. August 1945 in Berlin), Schriftsteller und Journalist, war „Reichsdramaturg“ im Ministerium für Volksaufklärung und Propaganda und von 1935 bis 1938 Präsident der Reichstheaterkammer. Er war ein einflussreicher Kulturpolitiker des Nationalsozialismus.

## Leben
Nach dem Abitur 1917 begann Schlösser seine Ausbildung zum Offizier. Kriegsbedingt kam er schon bald zum Fronteinsatz in Flandern. Im September 1917 erhielt er den Rang eines Leutnants. Nach Kriegsende studierte er Geschichte, Philosophie, Deutsche Philologie und evangelische Theologie an den Universitäten Jena und Freiburg. 1920 starb sein Vater Rudolf Schlösser, Universitätsprofessor in Jena und seit 1917 Direktor des Goethe- und Schiller-Archivs in Weimar. Daraufhin musste Schlösser sein Studium unterbrechen, arbeitete als Bankkaufmann und brachte es bis zum Prokuristen. Im November 1927 nahm er in Jena das Studium wieder auf und wurde im Mai 1931 bei Albert Leitzmann mit der Dissertation: Johann Friedrich Struensee in der deutschen Literatur zum Dr. phil. promoviert.
Ab 1924 begann seine publizistische Tätigkeit zunächst für die völkische, später für die nationalsozialistische Bewegung. Seit 1925 war Schlösser Mitarbeiter der durch den antisemitischen Schriftsteller Adolf Bartels herausgegebenen Zeitschrift Deutsches Schrifttum, in der er seine erste Literaturkritik über ein Buch des völkischen Dichter Kurt Geucke veröffentlichte. Im Oktober 1931 wurde er kulturpolitischer Redakteur beim Völkischen Beobachter. Schlösser trat November 1931 der NSDAP bei (Mitgliedsnummer 772.091).
Nach der „Machtübernahme“ durch die Nationalsozialisten wirkte er an der Umgestaltung des deutschen Kulturlebens im Sinne des Nationalsozialismus als einflussnehmender Parteifunktionär mit. Dafür durfte er Karriere machen.
Im August 1933 erhielt Schlösser durch Joseph Goebbels das neu geschaffene Amt des Reichsdramaturgen im ebenfalls 1933 erstmals eingerichteten Reichsministerium für Volksaufklärung und Propaganda. Zudem stieg er zum Ministerialrat auf. In der Folgezeit übernahm er außerdem eine Vielzahl von leitenden Funktionen in Vereinigungen des deutschen Theaterlebens. Bei der Union Nationaler Schriftsteller war er ab Januar 1934 erster Vizepräsident.
Die Durchführung nationalsozialistischer Kulturpolitik hieß zuerst vor allem die Ausmerzung alles Jüdischen in Theater und Oper. Dazu hatte er verschiedene Machtmittel zur Verfügung. So war er als Reichsdramaturg auch für die Zulassung oder Ablehnung von Opern- und Operettenaufführungen zuständig. Er untersagte am 9. März 1934 nach einer Anfrage des preußischen Theaterausschusses Aufführungen von Werken der „jüdischen Komponisten“ Giacomo Meyerbeer und Jacques Offenbach. Zudem war er für die Zensur der Theatervorhaben des Jüdischen Kulturbundes zuständig und achtete dabei unter anderem sehr darauf, dass kein "Jude ausgerechnet Kleist dramatisch ausschlachtet". Weitere Spielverbote wurden auch damit begründet, dass das Dritte Reich das Judentum in seiner eminenten Gefahr erkannt habe. Bei zeitgenössischen Operetten bemängelte er in einem Schreiben an Goebbels vom 12. September 1934 den hohen Anteil jüdischer Komponisten und Librettisten, woraufhin ihn Goebbels anwies, eine „Säuberung“ vorzunehmen.
Nach dem Tod seines Vorgesetzten Otto Laubinger wurde Schlösser im Herbst 1935 zum Leiter der Theaterabteilung im Propagandaministerium und zum Präsidenten der Reichstheaterkammer ernannt. Im April 1938 folgte ihm in letzterer Funktion der Schauspieler Ludwig Körner nach.

„Die Theaterführung wird von Schlösser in meinem Auftrag vorzüglich verwaltet.“

Ebenfalls bis 1938 gehörte Schlösser dem 1935 von Goebbels berufenen, in der Praxis wenig bedeutenden Reichskultursenat an. Im September 1939 wurde er mit dem Dienstgrad eines Obergebietsführers Leiter des Kulturamtes der Hitler-Jugend. Schlösser, der in seiner Funktion als Reichsdramaturg auch Opernaufführungen zu beurteilen hatte, reihte sich ein in die NS-Kritik, die Werke des Komponisten und Kapellmeisters Hans Ebert (1889–1952) als dekadent, dissonant und „Negermusik“ klassifizierte. Zwei Tage nach der Berliner Erstaufführung von Eberts Oper Hille Bobbe im Deutschen Opernhaus rügte Schlösser 1942 öffentlich die „nicht arische Versippung“ des Komponisten und verlangte, dass der „durch die hier gerügten Lässigkeiten erschütterte Ruf der Reichsdramaturgie hinsichtlich ihrer nationalsozialistischen Zuverlässigkeit wieder hergestellt“ werden müsse. Als amtierender Reichsdramaturg war Schlösser weiterhin verantwortlich für die während des Zweiten Weltkrieges von der Reichsstelle für Musikbearbeitungen vorgenommenen Änderungen von Opernlibretti im Sinne des Nationalsozialismus.
Von 1944 an leitete Schlösser, der 1942 zum Ministerialdirigenten aufgestiegen war, die Abteilung Kultur im Propagandaministerium und lenkte Maßnahmen zur Umgestaltung des deutschen Kulturlebens im totalen Krieg. In der Endphase des Zweiten Weltkrieges soll er sich während der Schlacht um Berlin nach Adolf Hitlers Tod den Resten einer SS-Panzer-Einheit angeschlossen haben, die beschossen und zersprengt wurde. Schlösser wurde von Angehörigen der Roten Armee am 15. Mai 1945 festgenommen. Am 30. Juni 1945 wurde er aufgrund von angeblichen Kriegsverbrechen durch ein sowjetisches Militärtribunal zum Tode durch Erschießen verurteilt und am 9. August hingerichtet. Am 20. Februar 1997 wurde er rehabilitiert.
In der Nachkriegszeit wurden 1946 in der SBZ sämtliche Werke Schlössers als Bestandteil der nationalsozialistischen Propaganda in die Liste der auszusondernden Literatur aufgenommen.

## Werke (Auswahl)
- Uns bleibt die heilige deutsche Kunst: Rede anläßl. d. Kulturtage d. Hitler-Jugend d. Gebietes Sachsen am 7. Nov. 1943 in d. Staatsoper zu Dresden, NSDAP Hitlerjugend Dresden 1943
- Rausch und Reife: Gedichte, Stuttgart 1943
- Hrsg.: Adolf Bartels: Deutsche Dichter – Charakteristiken. Einleitung von Rainer Schlösser, H. Haessel Verlag, Leipzig 1943. (Eine Geschichte der deutschen Literatur von Adolf Bartels).
- Von der Einfalt des Herzens: Bemerkungen über Eichendorff. Berlin 1942.
- Musisches und Akademisches: Festansprache d. Reichsdramaturgen Ministerialdirigent Dr. Rainer Schlösser anläßl. d. 50jähr. Bestehens d. Stadttheaters Göttingen. Stadttheater Göttingen 1942.
- Rede von Obergebietsführer Dr. Schlösser anläßlich des Festaktes im Deutschen Nationaltheater zu Weimar am 14. Juni 1941. NSDAP, Verlag der Reichsjugendführung 1941.
- Gedichte und Gedanken. In: Schriftenreihe des Kriegsbetreuungsdienstes des Reichsjugendführers, Heft 4., Verlag der Reichsjugendführung Berlin 1940.
- Grabbes Vermächtnis. Universitätsbuchhandlung Coppenrath Münster 1937. (Über den Dramatiker Christian Dietrich Grabbe).
- Politik und Drama. Verlag Zeitgeschichte, Berlin 1935.
- Das Volk und seine Bühne: Bemerkungen zum Aufbau des deutschen Theaters. Theaterverlag Albert Langen/Georg Müller, Berlin 1935
- Die große Runde 1917/1934. (Gedichte), Verlag Zeitgeschichte, Berlin 1934.
- Struensee in der deutschen Literatur. In: Altonische Zeitschrift für Geschichte und Heimatkunde, Band 1. Verlag Wachholtz, Neumünster 1931? Gleichzeitig Verlag Lorenzen, Altona 1931. (Dissertation Schlössers an der Universität Jena).
- Kurt Geucke – Ein Wanderer zwischen Scholle und Stern. In der von Adolf Bartels herausgegebenen Zeitschrift Deutsches Schrifttum, Jahrgang 1925, Heft 8, S. 2–3.
- Das Lied vom Stahlhelm. (Gedichte) Verlag Moritz Schauenburg, Lahr/Baden 1924.